# Milan Jelínek
Milan Jelínek (22. června 1923 Brno – 30. ledna 2014 Brno) byl český jazykovědec a bohemista, profesor českého jazyka a první polistopadový rektor Masarykovy univerzity.
Po konci druhé světové války vystudoval na Masarykově univerzitě češtinu, ruštinu a srbochorvatštinu, v roce 1964 byl jmenován profesorem na filozofické fakultě. V letech 1962–1964 zastával na této fakultě úřad děkana. Po sametové revoluci přejal v roce 1990 po Bedřichu Čerešňákovi úřad rektora a v této funkci působil do roku 1992. I poté na univerzitě dále působil, jako emeritní profesor.
Zemřel ráno 30. ledna 2014. Smuteční řeč na jeho pohřbu 7. února pronesl bývalý rektor univerzity Jiří Zlatuška, Jelínkův přítel a jeden z prorektorů v jeho týmu.

## Publikace
- O jazyku a stylu novin, 1957
- Jak kulturně mluvit a číst, 1960, spolu s Josefem Hrabákem
- Stylistické studie, 1974
- Český jazyk a jeho užití v propagačních textech, 1989
- Argumentace a umění komunikovat, 1999, ISBN 80-210-2186-1
- Deutsch-tschechische Sprachbeziehungen : Germanismen, Personennamen, Ortsnamen, 2000, ISBN 3-89783-169-4
- Memoáry 1942-1971, Od okupace do okupace, 2018, Moravské zemské muzeum, 978-80-7028-464-3[4]

### Rozhlasové zpracování
- Brněnské studio Českého rozhlasu zpracovalo výběr (Alena Blažejovská) z Jelínkových memoárů do podoby pětidílného čtení pro pořad Osudy. V režii Alexandry Bauerové načetl Vladimír Krátký.[5]